# Suïcidi al Japó
El suïcidi al Japó s'ha convertit en un tema social important. Japó té una taxa de suïcidi alta en comparació amb altres països del món; el govern japonès va informar-ne de la taxa per a l'any 2006 com el novè país més alt del món. El nombre de suïcidis ha estat disminuint i, entre 2013 i 2016, ha estat per sota de 30.000 durant tres anys consecutius. El 2014, 70 persones japoneses es van suïcidar per dia, i la gran majoria eren homes. Al 2016, les taxes de suïcidi havien aconseguit un mínim de 22 anys de 21.764, és a dir, els homes van disminuir en 1.664 a 15.017 i les dones van disminuir en 597 a 6.747. El 71 % dels suïcidis al Japó van ser provocats per homes, i és la principal causa de mort en els homes de 20 a 44 anys.
Factors en el suïcidi inclouen la desocupació (a causa de la recessió econòmica en la dècada de 1990), la depressió, i les pressions socials. En 2007, l'Agència Nacional de Policia va revisar la classificació dels motius de suïcidi en una divisió de 50 motius amb fins a tres raons que figuren per a cada suïcidi.
En la cultura japonesa hi ha una llarga història de suïcidi honorable, com el suïcidi ritual dels Samurais per evitar ser capturat (Harakiri), volar en un avió cap a l'enemic durant la Segona Guerra Mundial (ataqui kamikaze), o la càrrega contra l'enemic sense por per evitar avergonyir a la seva família.
Va haver-hi un ràpid augment dels suïcidis des de la dècada de 1990. Per exemple, en 1998 un increment del 34,7 % respecte a l'any anterior. Això va fer reaccionar al govern japonès incrementant el finançament per al tractament de les causes de suïcidi i per a aquells que es recuperen de suïcidis fallits. A pesar que ha reduït considerablement la taxa de suïcidis en els últims anys, encara està entre els països amb major quantitat de suïcidis del món.

## Demografia i localitzacions

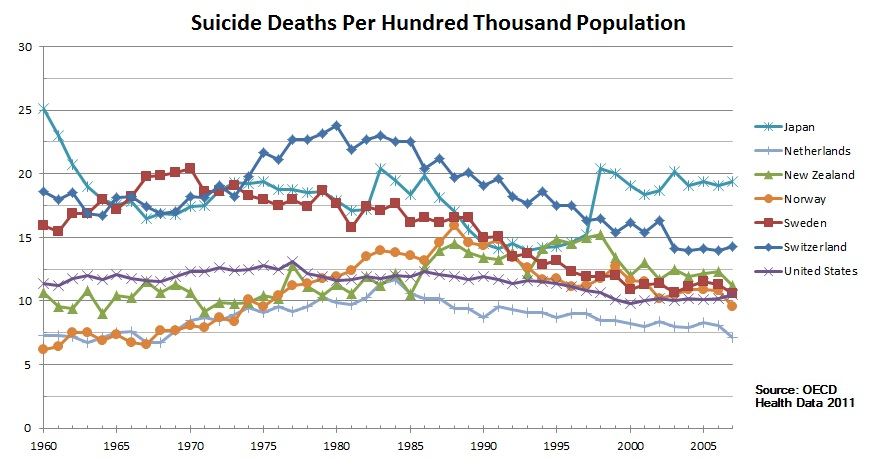
Tendència a mort per suïcidi entre 1960 i 2007 de les nacions del Japó, Països Baixos, Nova Zelanda, Noruega, Suècia, Suïssa i els Estats Units.

En general la majoria dels suïcides són homes; més del 71 % de les víctimes de suïcidi en 2007 eren homes. En 2009, el nombre de suïcidis entre els homes va augmentar del 641 a 23472 (amb les edats 40 a 69 representen el 40,8 % del total). El suïcidi és la principal causa de mort entre els homes de 20 i 44 anys. Els homes són dues vegades més propensos a causar la seva pròpia mort després d'un divorci que les dones. No obstant això, el suïcidi segueix sent la principal causa de mort per a les dones de 15 i 34 anys al Japó, més preocupant entre les més joves.
La taxa de suïcidis també ha augmentat entre les persones de 20 anys, i en 2009 estava al punt més alt de tots els temps en aquest grup d'edat per segon any consecutiu, aconseguint el 24,1 per cada 100.000 persones. El NPA va informar així mateix un rècord per tercer any consecutiu entre les persones en els seus anys 30. La taxa entre la població major de 60 anys també és alta, encara que les persones de 30 anys són encara més propensos a cometre suïcidi.
En 2009, el nombre de suïcidis va pujar un 2 per cent, a 32.845 superior a 30.000 per a l'any consecutiu XII i que equival a gairebé 26 suïcidis per cada 100.000 persones. Això equival aproximadament a un suïcidi cada 15 minuts. En comparació, el Regne Unit taxa és d'aproximadament 9 per cada 100.000, i la taxa de EE.UU. entorn d'11 per 100.000. La taxa de suïcidi japonès és especialment alt entre els països industrialitzats.
En 2007, Japó va ocupar el primer lloc entre els països del G8 en els suïcidis femenins i en segon lloc, darrere de Rússia, en els suïcidis masculins.
La localització més freqüent de suïcidis està en Aokigahara, una zona boscosa a la base de la Muntanya Fuji. En el període anterior a 1988, prop de 30 suïcidis van ocórrer allí cada any. En 1999, es van produir 74, el registre fins a l'any 2002 quan es va descobrir que havien fet 78 suïcidis. L'àrea és patrullada per la policia a la recerca de suïcides, i aquest mateix any 83 persones amb la intenció de suïcidar-se s'han trobat i lloc sota custòdia protectora. Les vies del ferrocarril també són un lloc comú per al suïcidi, i la ràpida línia Chuo és particularment conegut pels seus nombres alts de suïcides.

## Els mètodes de suïcidi
Els mètodes comuns de suïcidi són saltar davant dels trens, saltar de llocs alts, penjant-se, o una sobredosi de medicaments. Les empreses ferroviàries podran cobrar a les famílies dels quals se suïciden una quota en funció de la gravetat del tràfic interromput.
Un mètode més nou, guanyant en popularitat en part a causa de la publicitat de llocs web de suïcidi en internet, és l'ús de productes per a la llar, com el gas verinós sulfur d'hidrogen. En 2007, només 29 suïcidis van utilitzar aquest gas, però en un lapse de gener a setembre de 2008, 867 suïcidis com a resultat d'enverinament per gas. Aquest mètode és especialment problemàtic, ja que existeix un alt risc de dany als altres en el procés. Hi ha hagut diversos altres mètodes que impliquen productes químics domèstics. Un home va intentar suïcidar-se en 2008 empassant-se pesticides i va ser hospitalitzat, 50 persones a l'hospital es van emmalaltir pels gasos tòxics.

## Llaços amb els negocis
Històricament, Japó ha estat una societat dominada pels homes "patriarcals", amb forts llaços familiars i correlacions amb les expectatives socials, no obstant això, l'esclat de la bombolla que va provocar la mort de la cultura "ocupació per a tota la vida" ha deixat a aquests caps de famílies inesperadament lluitant amb la precarietat laboral, l'estigma de la desocupació. L'economia del Japó, la tercera major economia del món, ha experimentat la seva pitjor recessió des de la Segona Guerra Mundial a principis de 2009, impulsant la taxa de desocupació de la nació a un nivell rècord de 5,7 per cent al juliol 2009. Els aturats van representar el 57 per cent de tots els suïcidis, la taxa més alta de qualsevol altre grup d'ocupació. Com a resultat de la pèrdua d'ocupació, la desigualtat social (mesura en el coeficient de Gini) també ha augmentat, la qual cosa ha estat demostrat en estudis que han afectat a les taxes de suïcidi al Japó proporcionalment més que en altres països de l'OCDE.
Un factor que contribueix a les estadístiques de suïcidi entre els quals es empleaba era la creixent pressió dels llocs de treball de contenció, posant en més hores de les hores extraordinàries i prendre menys vacances i dies de malaltia. Segons xifres del govern, "la fatiga del treball" i problemes de salut, incloent la depressió relacionada amb el treball, van anar els motius principals per als suïcidis, la qual cosa afecta negativament al benestar social dels assalariats i que representen el 47 per cent dels suïcidis en 2008. Fora de 2.207 suïcidis relacionats amb el treball en 2007, la raó més comuna (672 suïcidis) va ser l'excés de treball.
D'altra banda, el buit experimentat després d'haver estat obligat a retirar-se del lloc de treball es diu que és en part responsable de la gran quantitat de suïcidis d'ancians cada any. En resposta a aquestes morts, moltes empreses, les comunitats i els governs locals han començat a oferir activitats i classes per a la tercera edat recentment jubilat que corren el risc de sentir-se aïllada, sola i sense un propòsit o identitat.
Companyies de préstecs de consum tenen molt a veure amb la taxa de suïcidis. L'Agència Nacional de Policia afirma que una quarta part de tots els suïcidis són motivats financerament. Moltes morts cada any es descriuen com Inseki-Jisatsu (suïcidis "responsabilitat impulsades"). Els bancs japonesos estableixen condicions molt difícils per als préstecs, la qual cosa va obligar els prestataris usar els garants de familiars i amics que es converteixen en responsables dels préstecs en mora, produint extrema culpabilitat i desesperació en el prestatari. En lloc de col·locar la càrrega sobre els seus garants, molts han estat @tratar assumir la responsabilitat dels seus préstecs impagats i deutes pendents a través dels pagaments d'assegurança de vida. L'any fiscal 2005, 17 empreses de consum de crèdit van rebre un total combinat de ¥ 4,300,000,000 en pagaments polítics suïcides en 4908 els prestataris o un 15 per cent dels 32.552 suïcidis en 2005. Els advocats i altres experts afirmen que, en alguns casos, els cobradors d'assetjar als deutors a punt prenen aquesta ruta. Els prestadors japonesos no bancaris, a partir d'intervinguts de la dècada de 1990, van començar la contractació de pòlisses d'assegurances de vida, que inclouen pagaments de suïcidi als prestataris que inclouen la cobertura de suïcidi, i els prestataris no estan obligats a ser notificat.

## Actitud cultural cap al suïcidi
L'actitud de la societat japonesa cap al suïcidi s'ha denominat "tolerant", i en moltes ocasions el suïcidi és vist com una acció moralment responsable. La discussió pública de l'alta taxa de suïcidis també es @centrar culpar a les dificultats econòmiques que enfronten els homes de mitja edat. No obstant això, el sorgiment de llocs web suïcides en Internet i la creixent taxa de pactes suïcides han expressat la seva preocupació de l'opinió pública i els mitjans de comunicació, que consideren els pactes "irreflexives".
En 1703, Chikamatsu Monzaemon va escriure una obra de teatre de titelles titulada Sonezaki Shinjuu (L'Amor Suïcida de Sonezaki), que va anar posteriorment re-dissenyat per al teatre kabuki. La inspiració per a l'obra va ser un doble suïcidi real que havia ocorregut recentment entre dos amants prohibits. Diversos "doble suïcidi" es van tornar més seguit que amb el temps van ser prohibits per les autoritats de govern per embravir a més parelles a posar "romànticament" fi a les seves vides.
Durant els anys del Japó imperial, el suïcidi era comú entre els militars. Això va incloure el suïcidi quan es va perdre una batalla. La forma samurai de la glòria va ser a través de la mort i el suïcidi ritual va ser vist com alguna cosa honorable. L'escriptor Yukio Mishima és famós pel seu suïcidi ritual.
El patrimoni cultural de suïcidi com una noble tradició encara té alguna ressonància entre la societat japonesa. Si bé s'està investigant per un escàndol de les despeses, el ministre del gabinet Toshikatsu Matsuoka es va llevar la vida en 2007. El governador de Tòquio, Shintaro Ishihara, ho va descriure com un "veritable samurai" per preservar el seu honor. Ishihara també és el guionista de la pel·lícula I Go To Die For You que glorifica la memòria i la valentia dels pilots kamikazes en la Segona Guerra Mundial.

## Respostes del Govern
Malgrat una recuperació econòmica en 2007, les taxes de suïcidi han seguit sent alts, la qual cosa fa témer al govern japonès. En 2007, el govern va llançar un pla de nou passos, el "Llibre Blanco de la lluita contra el suïcidi", amb el qual espera frenar el suïcidi en un 20 % en 2017. L'objectiu del Llibre Blanco és fomentar la recerca de les causes de suïcidi amb la finalitat d'evitar-ho, canviant les actituds culturals cap al suïcidi, i millorar el tractament dels suïcidis fallits. En 2009, el govern japonès ha compromès ¥ 15800000000 a les estratègies de prevenció del suïcidi. Naoto Kan, l'ex primer ministre, ha parlat del seu desig de "minimitzar la infelicitat" al país i ha parlat en repetides ocasions sobre la necessitat de reduir l'alta taxa de suïcidis del Japó.
Japó ha assignat ¥ 12,4 mil milions (133 milions de dòlars) en actius de prevenció del suïcidi l'any fiscal 2010 que va acabar al març de 2011, amb plans per finançar l'assessorament públic per a les persones amb deutes aclaparants i els que necessiten tractament per a la depressió.
Enmig de l'augment global de la mort autoinfligida de 2009, el Govern afirma que no hi ha hagut signes encoratjadors des de setembre. L'Oficina del Gabinet va dir que el nombre de suïcidis mensuals es va reduir any rere any entre setembre de 2009 i abril de 2010. D'acord amb xifres preliminars recopilats pel NPA, el nombre de suïcidis es va reduir 9,0 per cent respecte a l'any anterior.